# NGC 2800
NGC 2800 ist eine elliptische Galaxie vom Hubble-Typ E im Sternbild Großer Bär am Nordsternhimmel, die schätzungsweise 342 Millionen Lichtjahre von der Milchstraße entfernt ist.
Das Objekt wurde am 17. März 1790 von dem deutsch-britischen Astronomen William Herschel mit einem 48-cm-Teleskop entdeckt.